# Plataforma cooperativa
Uma plataforma cooperativa é um empreendimento de propriedade e administração cooperativas que utiliza um protocolo, site ou aplicativo para a comercialização de bens e serviços através da rede. As plataformas cooperativas representam uma alternativa ao modelo de financiamento de startups por capital de risco. Sua propriedade e sua gestão estão nas mãos daqueles efetivamente envolvidos com as plataformas — seus trabalhadores, seus usuários e outros participantes. Os defensores do cooperativismo de plataforma acreditam que, ao garantir que o valor social e financeiro das plataformas circule entre esses indivíduos, elas proporcionam um sistema mais justo e mais igualitário para a economia da intermediação digital, em contraste com o modelo de intermediários corporativos. As plataformas cooperativas diferem das cooperativas tradicionais  não só devido ao seu uso de tecnologias digitais, mas também pela sua participação e contribuição na universo de recursos digitais livres e abertos (commons).